# Lysis (Plato)
De Lysis is een dialoog van Plato, waarin de aard van de philia (vriendschap) wordt besproken. Het werk wordt algemeen als een vroege dialoog geclassificeerd.

## Deelnemers aan het gesprek
Aan het woord is Socrates, die een conversatie vertelt die hij heeft gehad met een groepje jongeren: Hippothalès en Ktètsippos (±16-17 jaar oud), en de vrienden Menexenos en Lysis (beiden ±12 jaar).

## Inhoud

### Onderwerp
In het gesprek komen verschillende aspecten van vriendschap aan bod: is vriendschap altijd wederzijds? Is het iets voor mensen die elkaars tegendeel zijn, of juist voor mensen die op elkaar lijken? Kan het ook iets tijdelijks zijn? Wanneer iemand ziek is kijkt hij reikhalzend uit naar ('is vriend van') een dokter, maar als hij gezond is niet. Door de hele dialoog heen speelt de opvatting mee dat 'nut' de grondslag is waarop vriendschap rust. Men heeft dit wel aanstootgevend gevonden. Aan het begin houdt Socrates Lysis voor dat hij zonder expertise op een bepaald gebied anderen niet van nut kan zijn, en dus niet dierbaar (philos) kan zijn aan anderen.
Daarnaast wordt het woord philia in allerlei samenstellingen genoemd: Lysis bijvoorbeeld is phil-èkoos (luistert graag naar gesprekken), Socrates zegt van zichzelf dat hij phil-hetairos is (graag vrienden heeft). Plato verbreedt en compliceert het onderwerp door er ook iets als filosofie bij te halen (liefde voor de wijsheid is de vertaling van het Griekse woord philo-sophia), alleen omdat het woord philos er als samenstelling in voorkomt. Een filosoof kan streven naar wijsheid, maar dat is niet wederkerig; dus is dit een voorbeeld waar 'vriendschap' niet wederzijds is.
Verder komt ook liefde omwille van iets anders aan bod. Voorbeeld: de vader 'houdt van' een remedie die zijn zoon kan redden; hierbij gaat het feitelijk om de zoon, niet om de remedie. Plato suggereert dat er een hele keten van omwille van iets anders bestaat, tot we uitkomen bij het prōton philon, het ultieme voorwerp van vriendschap, dat om zichzelf bemind wordt.

### Enscenering
In deze dialoog wordt het filosofische thema niet alleen besproken, maar ook verbeeld in de scène waarbinnen het gesprek zich afspeelt. De aanleiding voor het gesprek is dat Socrates aan Hippothalès laat zien hoe je tot een geliefde moet spreken: Hippothalès loopt namelijk iedereen te vervelen met eigen gedichten waarin hij de roem van Lysis' voorouders bezingt. Socrates maakt Lysis juist nederig door hem er op te wijzen dat hij weinig weet, en dus weinig van nut kan zijn. Tijdens dat gesprek houdt Hippothalès zich schuil achter de schare toehoorders.
Maar daartussendoor lijkt de scène ook zijn eigen verhaal te vertellen. Lysis is het centrale 'voorwerp', in die zin dat Hippothalès verliefd op hem is, Menexenos bevriend met hem is, en zijn ouders van hem houden. Drie verschillende soorten houden van, die gepaard gaan met verschillend gedrag: Hippothalès wordt rood in Lysis' nabijheid (204b), voor Menexenos en Lysis gaat het gezegde op dat vrienden alles gemeenschappelijk hebben (207c), en Lysis' ouders uiten hun liefde voor hem middels hun bevoogding, dus door hem bepaalde zaken te verbieden. Het staat de lezer vrij zijn eigen conclusies te trekken uit bv. het volgende: Socrates zegt dat hij van jongs af aan niets liever heeft gewild dan een vriend hebben, maar dat hij niet weet hoe vriendschap ontstaat. Aan het einde van het gesprek evenwel constateert Socrates dat zij drieën (Socrates, Lysis en Menexenos) als vrienden zich moeten schamen dat ze er niet in zijn geslaagd het begrip vriendschap te definiëren, - als om aan te geven dat een geslaagde definitie niet nodig is om te bepalen waar vriendschap zich voordoet. En daar waar evident is dat de vriendschap tussen Menexenos en Lysis wederkerig is, is de verliefdheid van Hippothalès voor Lysis even evident niet wederkerig. En een pasgeboren baby wordt 'het allerdierbaarst' genoemd aan de ouders, waarmee de theorie van het nut, gekoppeld aan dierbaarheid, op zijn minst wordt bijgesteld.

### Opbouw
Het procedé dat we hier zien is typerend voor Plato's vroege werk. Verschillende antwoorden worden gesuggereerd, bekeken, en dan verworpen op grond van soms wat dubieuze tegenwerpingen, of met behulp van wat kromme interpretaties van een dichtregel. Daar waar steeds geconcludeerd wordt dat een bepaalde definitie van philia niet voldoet, heeft de lezer steeds de indruk dat eigenlijk bedoeld is: niet helemaal voldoet, maar dat er toch wel een kern van waarheid in zit. Dat blijkt ook wel, doordat bepaalde suggesties, die hier formeel verworpen worden, in latere dialogen, met name het Symposium en de Phaedrus, weer terugkomen.

### Interpretatie
De Lysis heeft de nodige geleerde wenkbrauwen doen fronsen. In het begin lijkt het onderwerp vriendschap te zijn, maar later noemt Plato vriendschap (philia) in één adem met liefde (eros, liefde waar seksuele begeerte mee gemoeid is) en begeerte (epithumia). Wilamowitz concludeerde hieruit dat in de Lysis Plato's gedachten nog niet gerijpt waren; vriendschap en liefde zijn volgens hem voor de Grieken fundamenteel verschillende begrippen, die Plato niet door elkaar had mogen halen. De parallel met het late werk, de Wetten, boek VIII, waar Plato ook philia en eros als verwante begrippen behandelt, verwerpt hij dan ook apodictisch. Omdat Plato liefde behandelt in de dialogen Symposium en Phaedrus hebben sommigen ook wel gedacht dat de Lysis geen vroege dialoog kon zijn. Bijvoorbeeld Max Pohlenz. Zijns inziens is de Lysis geschreven na de Phaedrus en is de Lysis slechts schijnbaar zonder positief resultaat (het kenmerk van de vroege dialogen): uit de Lysis valt op te maken dat het streven naar het goede de eigenlijke grond van alle liefde is. Hierover ontstond een langdurige controverse met Hans von Arnim. Volgens Pohlenz waren philia en eros voor Plato verwante begrippen, en zit in alle vriendschap een element van 'begeerte'; volgens von Arnim waren het twee verschillende begrippen, en onderkende Plato in de Lysis ook vriendschap waar geen begeerte mee gemoeid was.
De opvatting evenwel dat de Lysis een relatief late dialoog zou zijn heeft geen algemene ingang gevonden. Pohlenz is hier later ook op teruggekomen.

## Nederlandse vertalingen
- Plato, Verzameld werk, vol. 15, Charmenides - Laches - Lysis, vert. Mario Molegraaf, 2005. ISBN 9789035118805
- Plato, "Lysis", in: Verzameld werk, vol. 1, vert. Xaveer de Win, Antwerpen, Nederlandsche Boekhandel, 1965 (herdrukt 1978, 1980 en 1999)
- Plato, Charmides, Lysis, Menoon, vert. Onno Damsté, 1965
- Platoon, Lusis. Dialoog over de Vriendschap, vert. H. Verbruggen, 1954

## Andere vertalingen
- (en)  Plato, "Lysis", in: J.M. Cooper en D.S. Hutchinson (eds.), Complete Works, 1997, 1838 p. ISBN 9780872203495
Grondige Engelse vertaling in één band met annotaties en toelichting